# جنعورة
جنعورة هي قرية تونسية حديثة تأسست شرقي واحة مدينة قبلي على الطريق المؤدية إلى مدينة دوز جنوبا كانت تعرف بنزلة الغياليف. وتوسعت حتى أصبحت جزءا من أحياء مدينة قبلي وضمن منطقتها البلدية. ويوجد بها مدرسة ابتدائية أسست في السبعينات وفي الثمانينات أقيم بها معهد ثانوي.
1. ↑  "المناطق الترابية (العمادات) حسب الولايات والمعتمديات". اطلع عليه بتاريخ 2024-11-30.